# Adrien Verkindère
Adrien Verkindère, né le 19 juin 1912 à Halluin et décédé le 10 décembre 1987 à Tourcoing, est un homme politique français ayant exercé à deux reprises le mandat de député du Nord. Il a également été adjoint au maire d'Halluin et syndicaliste.

## Biographie
Né à Halluin en 1912 au sein d'une famille ouvrière, Adrien Verkindère commence à travailler dans le textile à partir de l'âge de treize ans. Dix ans plus tard, il devient membre de la CFTC. Après la Seconde Guerre mondiale, Verkindère s'engage en politique en rejoignant le MRP. Élu conseiller municipal d'Halluin, il devient adjoint au maire de sa commune en 1959, parallèlement à son mandat de conseiller à la Communauté urbaine de Lille.
Au niveau national, il s'engage en tant que suppléant de Maurice Schumann aux élections législatives de 1967. Schumann est élu puis rentre au gouvernement de Georges Pompidou, permettant ainsi à Verkindère de devenir député. Un an plus tard, aux élections législatives de 1968, Verkindère, à nouveau suppléant de Schumann, retrouve sa place à l'Assemblée nationale à la suite de la nomination de Schumann au Gouvernement Maurice Couve de Murville. En 1971, Verkindère présente une liste aux élections municipales à Halluin. Il est éliminé au premier tour. Lors des élections législatives de 1973, Schumann et Verkindère sont battus par le socialiste Gérard Haesebroeck. Cette défaite amène Verkindère à cesser sa vie politique. Il décède à Tourcoing le 10 décembre 1987.